# Isomyia connivens
Isomyia connivens är en tvåvingeart som först beskrevs av Villeneuve 1917.  Isomyia connivens ingår i släktet Isomyia och familjen Rhiniidae. Inga underarter finns listade i Catalogue of Life.